# گس (پوشاک)

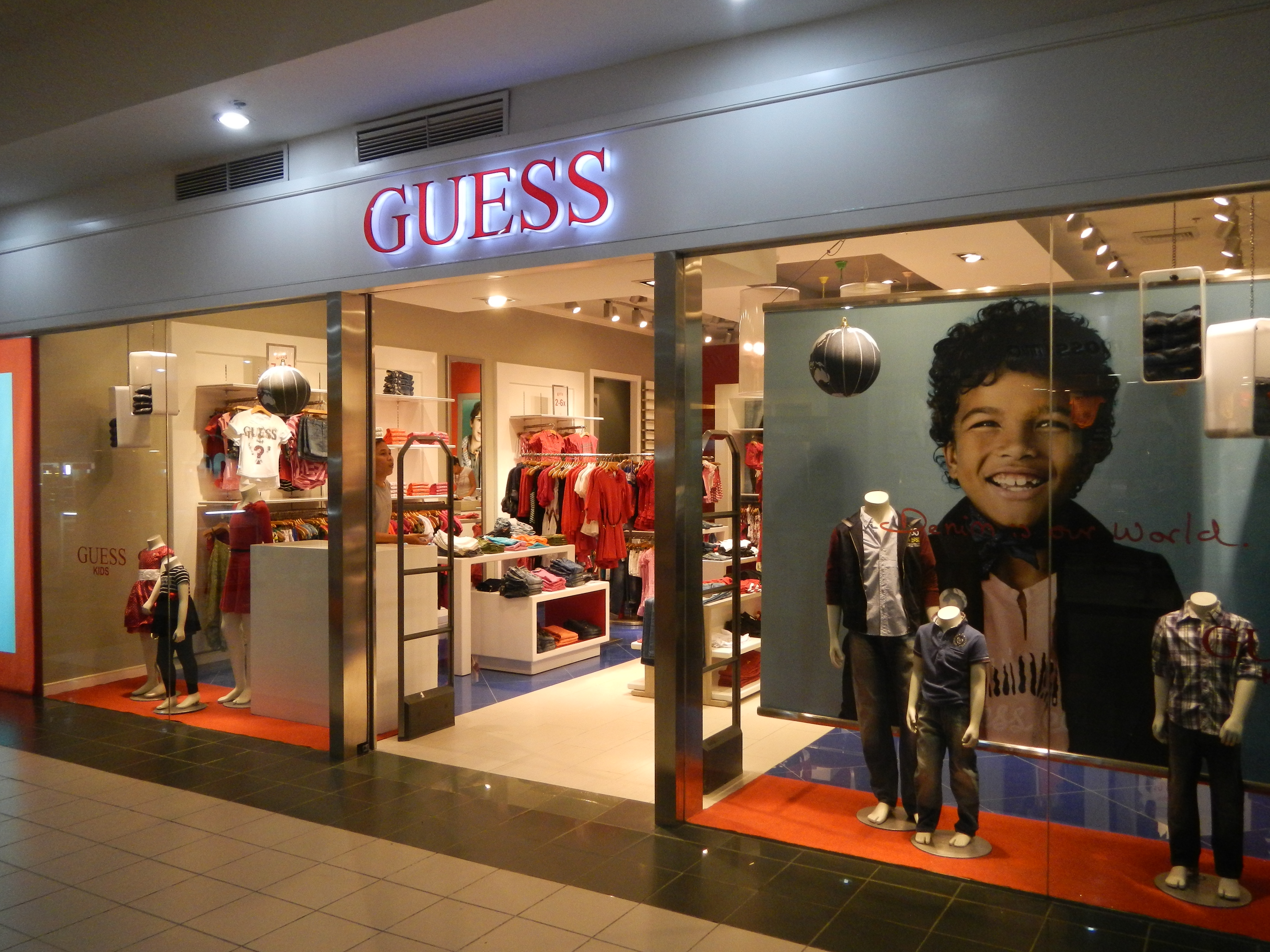
فروشگاه گس، شعبه کاباناتوان سیتی

گس (به انگلیسی: Guess) شرکت کالای لوکس آمریکایی است، که در زمینه طراحی، تولید و توزیع انواع پوشاک، لوازم جانبی بازار مد، ساعت مچی، جواهرات و عطر فعالیت می‌نماید.
شرکت گس در سال ۱۹۸۱ توسط پل مارسیانو تأسیس شد و هم‌اکنون (۲۰۱۳) مالک شبکه‌ای از ۴۸۴ شعبه فروشگاه و بوتیک در سراسر جهان است. این شرکت همچنین مالک فروشگاه‌های زنجیره‌ای مارسیانو استور نیز می‌باشد.
دفتر مرکزی و شعبه اصلی فروشگاه‌های شرکت گس در شهر لس‌آنجلس، کالیفرنیا قرار دارد و بخشی از سهام آن نیز در بازار بورس نیویورک مبادله می‌شود.